# シーラ・ナオル
シーラ・ナオル（本名：ヘブライ語： שירה נאור、英語表記：Shira Naor, 1993年8月28日 - ）は イスラエルの女優、女性声優。テルアビブ都市第一美術高校卒業。

## 人物
イスラエル吹き替えで、『ドーラといっしょに大冒険』の主役ドーラ役が最も知られている。

## 出演作品

### テレビアニメ
- アドベンチャー・タイム (フィオナ、フレイムプリンセス)
- アメリカン・ドラゴン (ヘイリー・ロン)
- カード王 ミックスマスター (パチ)
- クリーピー (クリス・アリス)
- 太極千字文 (セナ)
- ドラゴンボールZ (パン)
  - ドラゴンボールGT (パン)
- ドーラといっしょに大冒険 (ドーラ)
- 美少女戦士セーラームーン シリーズ (水野亜美/セーラーマーキュリー (第151話以降二代目))
  - 美少女戦士セーラームーン SuperS
  - 美少女戦士セーラームーンセーラースターズ
- ブランディ アンド Mr.ウィスカーズ (ブランディ・ハリントン)
- ベン10シリーズ (グウェン（グウェンドリン）・テニスン (無印第40話以降))
  - ベン10
  - ベン10 エイリアンフォース
  - ベン10 アルティメットエイリアン
  - ベン10:消えたアズマス
  - ベン10 オムニバース
- ペット・エイリアン (メルバ・マナーズ (二代目))
- ルビー・グルーム (アイリス)
- ロックマンエグゼ (綾小路やいと)
- ヤング・ジャスティス（アルテミス）
- 幽☆遊☆白書 (雪村螢子)

### 劇場版アニメ
- アーサー・クリスマスの大冒険 (ブリオニア)
- アイス・エイジ2 (役名表記なし)
- アイス・エイジ3/ティラノのおとしもの (役名表記なし)
- アイス・エイジ4 (ケイティ)
- コララインとボタンの魔女 (役名表記なし)
- ザ・シンプソンズ MOVIE (リサ・シンプソン、マギー・シンプソン)
- チキン・リトル (役名表記なし)
- ティンカー・ベルと輝く羽の秘密（ペリウィンクル）
- マダガスカル (役名表記なし)
- ホートン/ふしぎな世界のダレダーレ (ジェシカ・キリガン、ヒラリー)
- 森のリトル・ギャング (役名表記なし)
- モンスター・ハウス (ジェニー)

### 実写
- 幸せの1ページ (ニム・ルソー)
- シャーロットのおくりもの (クモのネーリー)
- スパイダーウィックの謎 (ルシンダ (少女時代))
- ナニー・マクフィーと空飛ぶ子ブタ (メグシー・グリーン)
- ハリー・ポッターシリーズ (ルーナ・ラブグッド)
  - ハリー・ポッターと不死鳥の騎士団
  - ハリー・ポッターと謎のプリンス